# Älta kyrka
Älta kyrka är en kyrkobyggnad i Älta i Stockholms stift. Den tillhör Nacka församling. Kyrkan ligger intill Ältavägen i närheten av Älta centrum i Nacka kommun.

## Kyrkobyggnaden
Kyrkan med församlingslokaler uppfördes 1994 efter ritningar av arkitekt Per Johansson och invigdes i september samma år. Kyrkan är en utbyggnad på baksidan av ett femvåningshus. Ytterväggarna är vitputsade och yttertaket är svagt brutet. På nordostfasaden finns ett kors med blomkrans och på sydostfasaden står kyrkans namn. Själva kyrkorummet markeras av att det är något högre än den övriga huskroppen.
Kyrkorummets väggar är lasyrmålade i rostbrun-orange. Innertaket är klätt med vitmålad furupanel. På kortväggen bakom altaret finns en glasmålning utförd av Lars Abrahamsson. Målningen föreställer trädgrenar med frodigt lövverk och ett rött äpple.

## Inventarier
- Altaret är formgivet av Lars Abrahamsson och har en altarskiva av kalksten från Borghamn i Östergötland.
- Predikstolen är en ambo formgiven av Lars Abrahamsson.
- Dopfunten har en dopskål av silver formgiven av silversmeden Hans Liljedahl. Dopskålen är invändigt dekorerad med en duva och vilar på ett underrede formgivet av Lars Abrahamsson.
- Kyrksilvret är tillverkat av Hans Liljedahl.
- I kyrkorummet finns tre ljuskronor av konstsmide med halogenlampor. Ljuskronorna är formgivna av Gunter Lambert hos Nicolas Thomkins.

### Webbkällor
- Nacka församling
- Stockholms stift

### Fotnoter
1. ↑  ”Älta kyrka”. Riksantikvarieämbetet. http://www.bebyggelseregistret.raa.se/bbr2/byggnad/visaKartlankar.raa;jsessionid=8F15A8DC19D5EF9873500B37BF365DCA?byggnadId=21420000013943&page=kartlankar. Läst 6 oktober 2017.